# Sarus
Sarus hay Saurus (? – 413) là thủ lĩnh người Goth và viên tướng dưới quyền Hoàng đế Honorius. Ông được biết đến vì sự thù hằn với những người anh rể xuất chúng Alaric I và Athaulf, và là anh của Sigeric, người nắm quyền cai trị dân Goth một thời gian ngắn vào năm 415.

## Binh nghiệp
Không rõ thân thế trước đây của Sarus ra sao trước khi ông được triều đình giao quyền chỉ huy quân Goth, cùng với các đạo quân rợ foederati khác, chống lại cuộc xâm lược Ý của Radagaisus vào năm 405-406. Quân đội La Mã và liên quân cuối cùng đã đánh bại những kẻ xâm lăng trong trận Faesulae.
Năm 407 Sarus được triều đình phái tới thảo phạt kẻ tiếm vị người Anh Constantinus III. Đầu tiên ông đánh bại và giết chết Iustinianus, một trong những magistri militum (tổng chỉ huy quân đội) của Constantinus, sau đó đã đánh lừa và giết viên tướng khác là Nebiogastes. Rồi sau Sarus tiến hành vây hãm chính Constantinus ở Valentia, nhưng buộc phải rút chạy về Ý khi các tướng lĩnh mới của Constantinus là Edobichus và Gerontius tiến quân đến, ông còn buộc phải dâng nộp tất cả chiến lợi phẩm của mình cho Bacaudae (đám giặc cướp hoặc quân nổi dậy vào cuối thời La Mã) để vượt qua dãy Alps. Bởi vì ông ta phải nắm quyền chỉ huy một đạo quân cho nên Sarus có thể đã được bổ nhiệm làm magister militum cho cuộc chinh phạt này; mặt khác chúng ta biết rằng ông chỉ có trong tay một đám thuộc hạ hay tùy tùng với đội ngũ chỉ khoảng ba trăm người.
Đầu năm 408, trong khi đang chỉ huy một lực lượng quân rợ ở Ravenna, Stilicho đã xúi giục ông gây loạn để cố gắng ngăn chặn Honorius ngự giá tới đây. Sau đó, khi Stilicho được Hoàng đế triệu kiến vì nghi ngờ sự phản bội, Sarus, dường như tức giận vì Stilicho vẫn tiếp tục vâng theo lệnh và từ chối sử dụng đội quân rợ để bảo vệ mình, đã xông vào toán vệ sĩ người Hun của Stilicho để lên tiếng phản đối với bề trên. Sau đó, vào năm 408, sau khi Stilicho bị sát hại, quần thần bèn chọn cái tên của Sarus ra làm người kế nhiệm Stilicho vốn được coi là ứng cử viên phù hợp nhất cho chức vụ magister militum in praesenti (tư lệnh tối cao), nhưng Hoàng đế Honorius đã từ chối việc tiến cử ông. Có thể là do sự oán giận của Honorius dành cho ông, như được bộc phát bởi hành động sau này, bắt đầu từ đây.
Cho đến năm 410, rõ ràng là Sarus vẫn tồn tại như một thế lực độc lập trong khu vực Picenum. Athaulf, gia nhập cùng người anh rể Alaric, đã quyết định tấn công ông ta khi đi ngang qua đây và Sarus, nghĩ rằng đạo quân 300 người của ông không thể nào đương đầu lại nổi đại quân Goth, liền trốn sang bên Honorius. Vào cuối năm đó, khi Alaric tiến hành đàm phán với Honorius ở gần Ravenna, Sarus cùng đám thuộc hạ của mình đã bất ngờ tấn công Alaric, có vẻ như là theo sáng kiến của ông. Điều này đã khiến Alaric phẫn nộ buộc phải từ bỏ cuộc đàm phán và kéo quân tràn vào cướp phá thành Roma ngày 24 tháng 8 cùng năm.

## Cái chết và hậu quả
Sarus xem chừng đã ở lại phụng sự Hoàng đế Honorius trong hai năm tiếp theo, nhưng khi bước sang năm 412 lại xuất hiện một kẻ tiếm vị khác nữa tên là Jovinus, tiếp cận từ miền Bắc xứ Gaul, được Athaulf trợ giúp lần đầu tiên, ông đã đi theo hắn vì một mối hận đối với Honorius, vì hoàng đế không chịu điều tra hoặc trả thù cho vụ sát hại tên người hầu của ông. Sarus chỉ có hai mươi tám người bên cạnh, nhưng Athaulf đã tập trung một đạo binh mười ngàn quân mai phục nhằm bắt giữ ông. Mặc dù vậy, Sarus cố sức chiến đấu với sự dũng cảm phi thường không màng đến an nguy của bản thân, thế nhưng quân địch quá đông nên chẳng mấy chốc ông đã phải bỏ mạng trên sa trường.
Sự đóng góp cuối cùng của Sarus vào những sự kiện thời đó sau khi ông mất. Athaulf đã quá ngu ngốc khi chọn một trong những thuộc hạ của Sarus vào phụng sự dưới trướng của ông ta; tên này đợi cho đến lúc Athaulf tới thăm chuồng ngựa có một mình và ra tay giết chết (tháng 9 năm 415). Em của Sarus là Sigeric về sau trị vì được bảy ngày trước khi bị Wallia giết và chiếm lấy ngôi vua.
Sarus hoạt động chỉ trong vòng sáu năm trong giai đoạn cực kỳ xáo trộn, nhưng ông đã đánh dấu mình như một nhân vật quan trọng trong một số sự kiện lớn nhỏ trong những năm đó. Thật không may, một nguồn tư liệu tẻ nhạt về những chiến công của Sarus cho thấy một hình ảnh rất mờ nhạt của ông, nhưng rõ ràng ông đã để lại ấn tượng cho những người sống cùng thời, với lời mô tả ông ấy là "một chiến binh can đảm và bất khả chiến bại", sở hữu "chủ nghĩa anh hùng phi thường", luôn "vượt trội tất cả các đồng minh khác cả về quyền lực lẫn thứ hạng" và từng tỏ ra "gan dạ" và có "kinh nghiệm trong các vấn đề chiến tranh".

### Cổ đại
- Olympiodorus thành Thebes, Histories (chỉ còn tồn tại trong bản tóm lược thế kỷ 10 của Photios)
- Orosius, Historiarum Adversum Paganos
- Philostorgius, Historia Ecclesiastica
- Sozomen, Historia Ecclesiastica
- Zosimos, Historia Nova

### Hiện đại
- Boak, A. E. R. (1915). "The Roman Magistri in the Civil and Military Service of the Empire". Harvard Studies in Classical Philology. Quyển 26. Department of the Classics, Harvard University. tr. 73–164 JSTOR 310606. doi:10.2307/310606.
- Bury, J. B. (1923). History of the Later Roman Empire. Truy cập ngày 22 tháng 3 năm 2010.
- Kulikowski, Michael (2000). "Barbarians in Gaul, Usurpers in Britain". Britannia. Quyển 31. Society for the Promotion of Roman Studies. tr. 325–345 JSTOR 526925. doi:10.2307/526925.
- Martindale, John Robert; Morris, John (1980). Prosopography of the Later Roman Empire (PLRE). Quyển II. Cambridge: Cambridge University Press.